# Districtele coloniale ale Basarabiei
Districtele coloniale ale Basarabiei (în rusă Колонистские округа Бессарабии) au fost unități administrative speciale cu un stat special, care au existat în cadrul regiunii Basarabia (ulterior gubernie) între anii 1819–1873. Districtele au fost create cu scopul și în cadrul procesului de colonizare a Basarabiei, urmărind favorizarea și stabilirea noilor-aduse minorități etnice.

## Istoric
Drept urmare a succesului în războiul ruso-turc din anii 1806–1812, Imperiul Rus a anexat Basarabia în conformitate cu Tratatul de la București, drept urmare străinii au început să sosească pe teritoriul acesteia. Acest proces era reciproc avantajos pentru ambele părți: coloniștii erau eliberați de sub jugul otoman ori tulburările interne din țările lor, în același timp, țariștii primeau resurse pentru dezvoltarea Bugeacului slab populat, după deportarea nogailor, precum și nu în ultimul rînd, susținere politică din partea noilor-veniți.
Primii imigranți dunăreni, mai ales bulgari și găgăuzi, au început să se mute în sudul Basarabiei în timpul războiului, însă după 1812, când Basarabia a fost anexată, migrația bulgarilor și găgăuzilor a devenit larg răspândită. Coloniile bulgare și găgăuze au ocupat cea mai mare parte a ținutului Ismail, precum și zone mai mici în ținuturile Akkerman (Cetatea Albă) și Bender (Tighina).
Pe lângă bulgarii și găgăuzii care s-e refugiau, germanii imigrau la fel, însă în căutarea de noi terenuri și libertăți religioase. Colonizarea germană în sudul Rusiei a început chiar mai devreme, de la aproximativ 1786. Acolo germanii s-e stabileau în Novorossia, Crimeea, regiunea Volgăi, iar începând cu anul 1813 au început să ajungă masiv și în Basarabia. În Basarabia, germanii s-au stabilit în diferite ținuturi, majoritatea însă pe teritoriul ținutului Akkerman (Cetatea Albă).
În 1818 a fost înființat Consiliul de Administrare al migranților din regiunea de sud a Rusiei. Generalul Ivan Inzov a fost numit președinte. Actul special al Ministerului Afacerilor Interne din 20 mai și Decretul Senatului din 29 decembrie 1819 a determinat poziția socio-economică, juridică și administrativă a imigranților dunăreni. Documentele prevedeau o structură administrativă specială: coloniile de coloniști au fost unite în districte. Gestiunea generală era efectuată de un mandatar, care era numit de la St. Petersburg, iar administrația locală era aleasă de către populație.
În 1833, conducerea tuturor așezărilor coloniștilor a fost transferată direct Consiliului de Administrare, în care au fost create administrațiile relevante, în special Oficiul imigranților dunăreni
În 1856, după o altă campanie rusă, care nu a avut succes însă, drept urmare, în condițiile Tratatului de la Paris, Rusia a returnat principatului Moldovei partea sud-estică a Basarabiei, inclusiv districtele din această regiunea. 
La 4 iunie 1871, în Rusia au fost introduse noi reguli de administrare publică și teritorială privind gestionarea coloniștilor. Acestea au eliminat statutul special al districtelor și au schimbat în principal situația socială a populației bulgare din sudul Imperiului Rus. Acum acestea se subordonau autorităților locale. Toate districtele coloniștilor au fost eliminate, iar teritoriile lor au fost împărțite în voloste mai mici, subordonate ținuturilor. În 1878, în conformitate cu Tratatul de la Berlin, Regatul României a reîntors Imperiului Rus Basarabia de Sud, în care, districtele au fost eliminate la fel.

## Vezi și
- Colonizarea Basarabiei
- Bulgari basarabeni
- Găgăuzi
- Germani basarabeni
- Coloniile evreiești din Basarabia

## Legături externe
- ru  Немецкие поселения на Международном портале России (Așezările germane pe portalul Rusia)
- ru  Немцы в Бессарабии (Germanii Basarabiei), Bessarabia.ru
- ru  ПРИЧЕРНОМОРСКИЕ НЕМЦЫ Arhivat în 24 septembrie 2015, la Wayback Machine. (Germanii pontici), Rusdeutsch-panorama.ru
- ru  200 лет самостоятельной судьбы за Прутом (200 de ani de soartă independentă dincolo de Prut), Edingagauz.com
- ru  История Гагауз — Очерки — Потомки Огузов (Istoria Găgăuziei – Schițe – Urmașii lui Oghuz)
- ru  Болгары: история переселения в Приазовье (Bulgarii: Istoria strămutării în regiunea Azovului), Literator.in.ua